# اورت آندر دنو
اورت آندر دنو (به آلمانی: Orth an der Donau) یک منطقهٔ مسکونی در اتریش است که در ناحیه گنزرندورف واقع شده‌است. اورت آندر دنو ۱٬۹۶۶ نفر جمعیت دارد.

## خواهرخوانده
شهر فهمارن خواهرخواندهٔ اورت آندر دنو هست.